# مفاعل فيندلشتاين 7 إكس

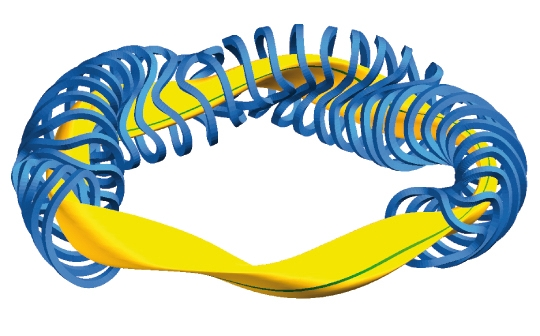
غلاف الملف باللون الأزرق والبلازما باللون الأصفر. المجال المغناطيسي محدد باللون الأخضر علي سطح البلازما الأصفر

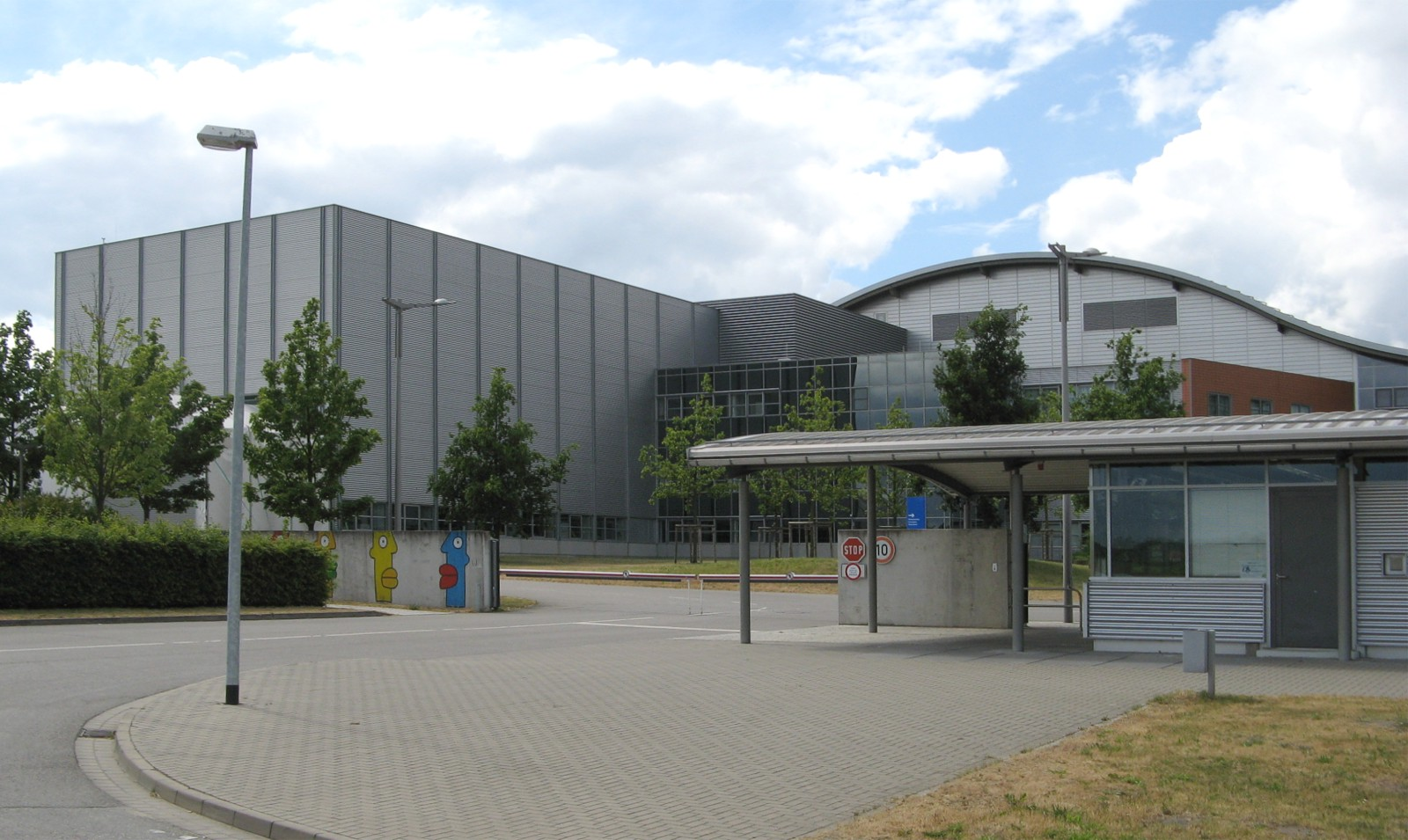
مدخل مجمع ويندلشتاين 7 إكس بغرايفسفالد

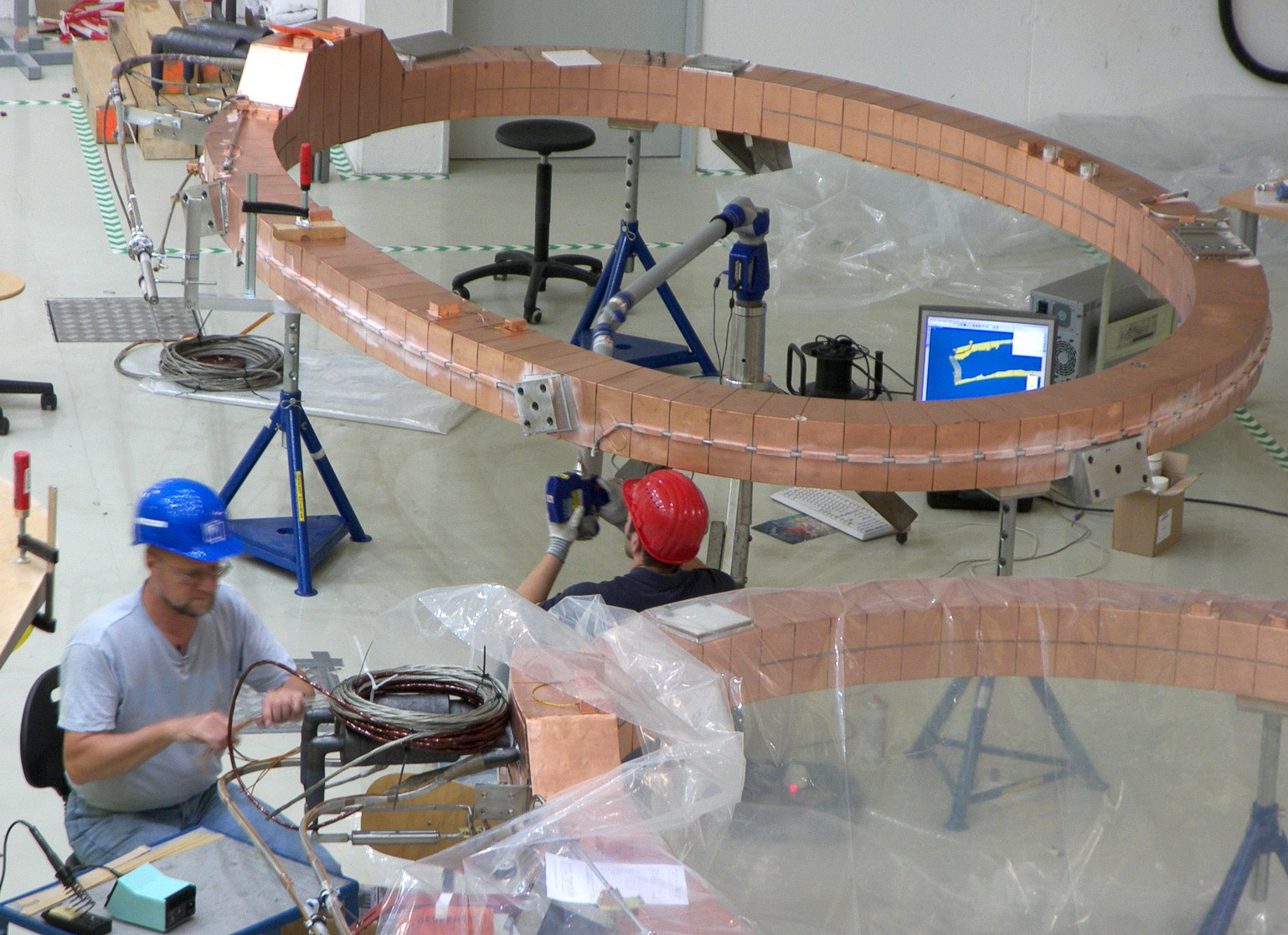
خطوط التغذية فائقة التوصيل المثبته علي الملفات فائقة التوصيل

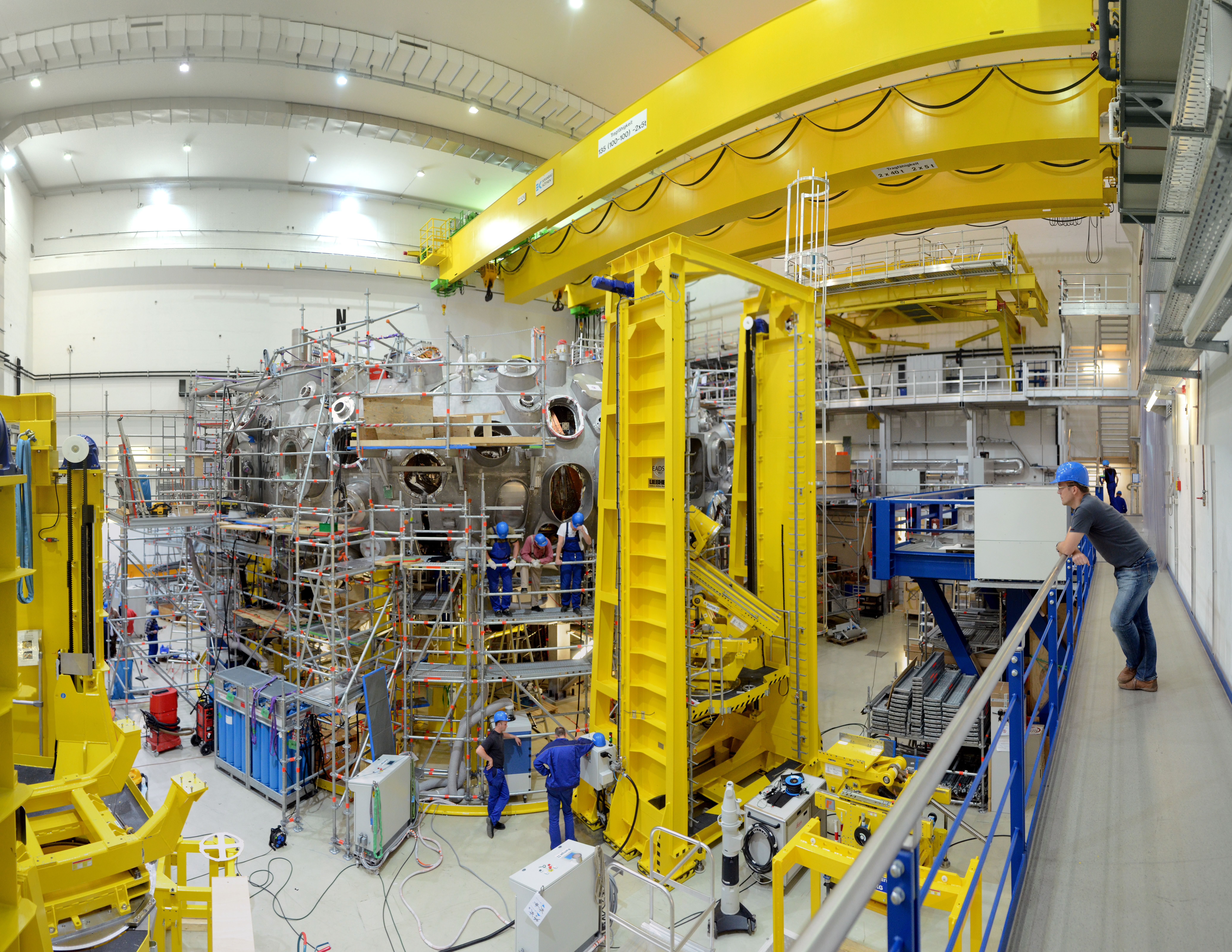
عملية التشييد في مايو 2012. لاحظ الحجم من خلال العمال في اسفل الصورة

مفاعل فيندلشتاين 7 إكس (بالألمانية: Wendelstein 7-X) (اختصارًا W7-X) هو مفاعل تجريبي بنيَّ في غرايفسفالد بألمانيا، بواسطة معهد ماكس بلانك لفيزياء البلازما، وقد اكتمل بناؤه في أكتوبر 2015.
يعتبر هذا المفاعل تطويراََ لنموذج فيندلشتاين 7 إيه إس ، والغرض منه ترقية المكونات الأساسية للمفاعل تعمل بـ اندماج نووي القائمة على تكنولوجيا «السطوع النجمي» (لكونها تحاكي التفاعلات التي تجري في النجوم لإنتاج الطاقة). وبالرغم من عدم وجود جدوى اقتصادية من تشغيله، فهو جهاز دراسات وبحوث تمهد لبناء مفاعل اندماج نووي لإنتاج الطاقة في المستقبل.
تشترك في تلك البحوث معاهد بحوث من مختلف بلاد العالم مثل فرنسا وانجلترا والولايات المتحدة واليابان وغيرها (انظر أسفله).
يعتبر هذا المفاعل أضخم مفاعل تم بناؤه من هذا النوع قائماً على تكنولوجيا «السطوع النجمي» المبتكرة بفكرة من الفيزيائي ليمن اسبيتزر، ومن المخطط تشغيله لمدة ثلاثين دقيقة باستخدام تفريغ البلازما المستمر، وهي خطوة أساسية في مستقبل محطات توليد الطاقة باستمرارية.
ترجع تسمية المشروع لجبل ويندلشتاين الموجود في بافاريا، وهو أيضا دليل المشروع السابق ماترهورن الذي كان مقررا له في نهاية الخمسينيات من القرن الماضي في جامعة برنستون.
معهد الأبحاث هو شريك مستقل في المشروع مع جامعة غرايفسفالد، بألمانيا.

## التصميم والأجزاء الرئيسية
تكوين البلازما: من تفاعل الهيدروجين والديوتيريوم (أنظر وقود نووي).
المفاعل مرتب على خمس فترات حلقية الشكل. فهو حلقة مكونة من خمسين ملف مغناطيسي فائق التوصيل عبر مستوي الحلقة وعشرون أخرون متساوين الشكل، بارتفاع ثلاثة أمتار ونصف. هذا هو القلب المسؤول عن تكوين المجال المغناطيسي الذي يمنع البلازما (أنوية الهيدروجين والديوتيريوم) من الاصطدام مع جدار المفاعل. تقوم المغناطيسيات الخمسون على تعديل المجال المغناطيسي بحيث يعمل على تكوين كثافة البلازما نحو 3×1020 من تلك الأنوية لكل متر مكعب، ودرجة حرارة من 60 إلى 130 مليون درجة كيلفن.
- الأجزاء الرئيسية: الملفات المغناطسية، منظم التبريد، وعاء البلازما، محولات ونظم التسخين.

الملفات (ذات التحيز السلبي غير ثابته الحرارة المصنوعة من الألومنيوم) تكسو حلقة من العازل الحراري بقطر 16 متر، يطلق عليها منظم البرودة. يعمل جهاز التبريد على تكوين الهيليوم المسال لتبريد المغناطسيات ومحتوياتها (حوالي 425 طن من الكتلة المبردة) لحالة التوصيل الفائق عند 4 كلفن. الملفات يمر بها تيار 12.8 ألف أمبير ومجال مغناطيسي مولد حتى 3 تسلا.
وعاء البلازما يتكون من 20 جزء، مرتبه بالمجال المغناطيسي المعقد. وهي 254 جزء (فتحه) لتسخين البلازما والمراقبة. المفاعل كله مكون من 5 مودلات متماثلة والتي تم تجميعها بصالة التجربة.
نظام التسخين يتكون من 10 ميجاوات من موجات الميكروويف التي تعمل بمبدأ التسخين بالرنين الكهربائي، لمدة 10 ثواني، والتي تستطيع توليد 1 ميجاوات في الثانية في مرحله التشغيل الأولى. وفي المرحلة الثانية بعد اتمام درع التبريد بواسطة الماء سيتاح التشغيل حتى 8 ميجاوات من حقن الشعاع المتعادل الشحنة أيضا لمدة 10 ثواني، في حين أن نظام الميكرويف سيمتد حتى 30 دقيقة متواصلة ومستقرة. نظام التسخين بواسطة الرنين الأيوني سيكون متاحا للعمليات الفزيائية في المرحلة 1.2.
مجموعة من أجهزة الاستشعار الدقيقة التي تعمل على أساس متكامل لقياس الخصائص الدقيقة للبلازما، متضمنة بيانات عن كثافة الإلكترونات ودرجة حرارتها وأيضا للأيونات؛ وأيضا للشوائب الموجودة بالبلازما والمجال الكهربائي المتكون من الإلكترونات والأيونات المحمول بها.

## التاريخ
تم التفاوض على ترتيبات التمويل الألمانية للمشروع في عام 1994، حيث تم إنشاء معهد غرايفسفالد كفرع تابع لمعهد ماكس بلانك IPP في الركن الشمالي الشرقي من ألمانيا الشرقية التي تم اندماجها مؤخرًا بألماتيا الاتحادية. تم الانتهاء من المبنى الجديد في عام 2000. وكان من المتوقع في الأصل أن يكتمل بناء الجهاز النجمي (الحلقة الرئيسية للاندماج النووي أو ستيلاراتور) في عام 2006. بدأ التجميع في أبريل 2005. واستغرق إجراء تعديلات على الملفات حوالي 3 سنوات.  تأخر الجدول الزمني. 2015.
اتحاد المعامل الأمريكية الثلاثة (برينستون، أوك ريدج، ولوس ألاموس) أصبح شريكا في المشروع بدفع 7.5 مليون يورو من أصل التكلفة الكلية 1.06 مليار يورو. في سنة 2012 تم إعلان انضمام كل من جامعة برنستون ومجمع ماكس بلانك كمشارك بحثي في مجمع فيزياء البلازما الذي يضم الأبحاث على جهاز وندلشتاين 7-X.
في حفل افتتاح في يوم 20 مايو سنة 2014 تم الإعلان رسميا عن الانتهاء من مرحلة التشييد. وبعد فترة من التحقق الدقيق من أي تسريب في الوعاء، ومع بداية صيف 2014 تم تفريغ منظم البرودة، وفي يوليو 2015 تم الانتهاء من  اختبار المغناطيس المعقد.
بدأ التشغيل التجريبي في ديسمبر ويناير لاختبار قابلية المفاعل للتشغيل.

## التشغيل التجريبي

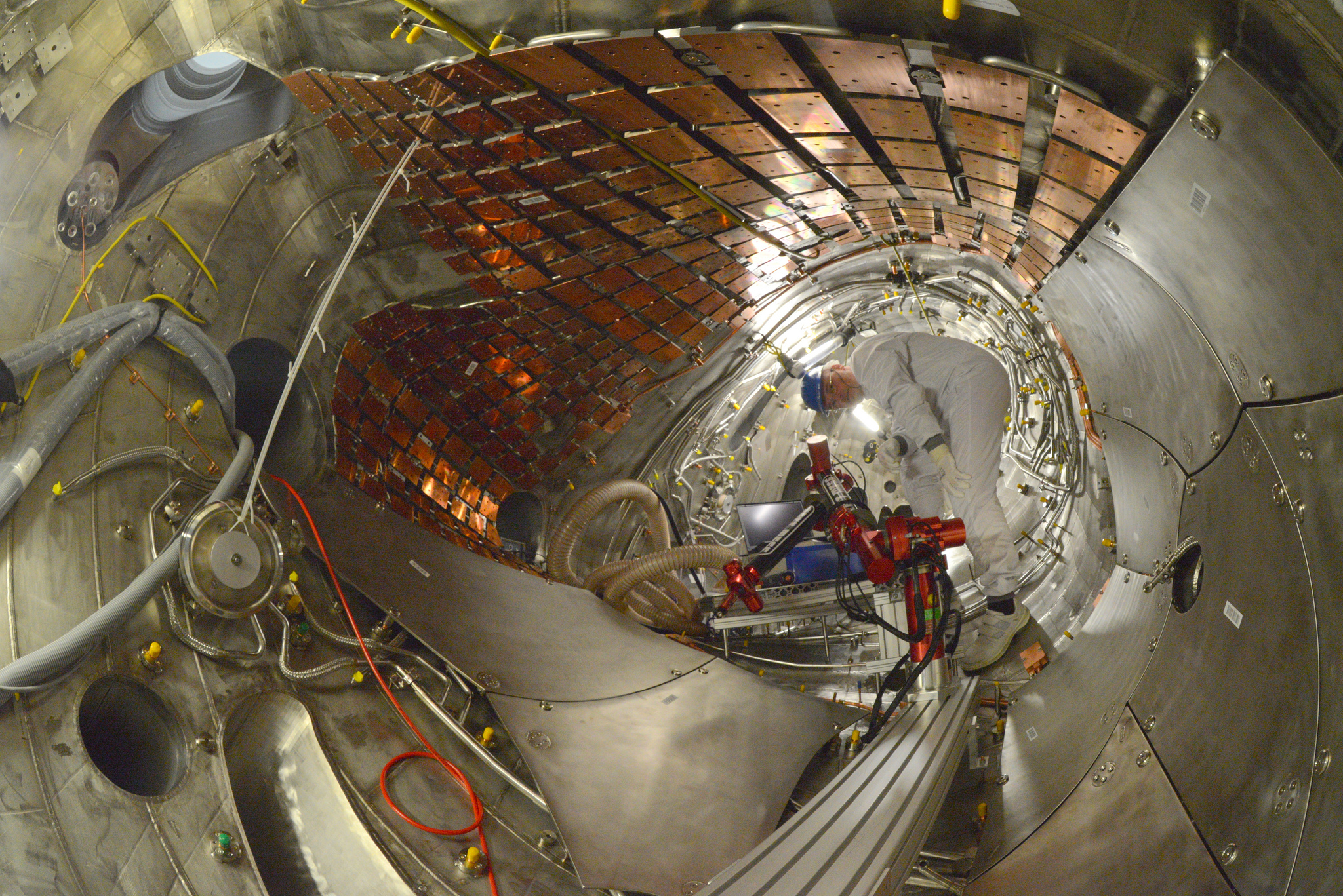
صورة من داخل المفاعل و هو في طور البناء ويظهر الغلاف المكون من الاستانلس ستيل و رقائق النحاس المبردة بالماء (التي في النهاية ستغطى بالجرافيت) المثبت كواقي للحماية من التفاعل مع جدار البلازما

بدأت المرحلة التشغيلية 1 (OP1.1) في 10 ديسمبر 2015. في ذلك اليوم، أنتج المفاعل بنجاح بلازما الهيليوم (بدرجات حرارة حوالي 1 مليون كلفن) لمدة نحو 0.1 ثانية. بالنسبة لهذا الاختبار الأولي مع حقن حوالي 1 ملجم من الهليوم من الغاز في وعاء البلازما الذي تم إخلاؤه، تم تطبيق تسخين الميكروويف لنبضة قصيرة 1.3 ميجاواط.
كان الهدف من OP 1.1 إجراء اختبار متكامل لأهم الأنظمة في أسرع وقت ممكن واكتساب الخبرة الأولى في فيزياء الجهاز.  
تم إجراء أكثر من 300 تفريغ بالهيليوم في ديسمبر ويناير مع درجات حرارة متزايدة تدريجيًا وصلت أخيرًا إلى 6 مللايين درجة مئوية، لتنظيف جدران الوعاء المفرغ واختبار أنظمة تشخيص البلازما. ثم، في 3 فبراير 2016، بدأ إنتاج أول بلازما هيدروجين للبرنامج العلمي. تم إنتاج البلازما بأعلى درجة حرارة بواسطة نبضات تسخين ميكروويف بقوة 4 ميجاوات تدوم ثانية واحدة؛ بلغت درجات حرارة الإلكترون في البلازما 100 مليون كلفن، بينما وصلت درجات حرارة الأيونات إلى 10 مليون كلفن. تم إجراء أكثر من 2000 نبضة قبل إيقاف التشغيل.
تم التخطيط لاستمرار هذه الاختبارات لمدة شهر تقريبًا، يليها إغلاق مجدول لفتح وعاء التفريغ وتبطينه ببلاط الكربون الواقي وتركيب «محول» لإزالة الشوائب والحرارة من البلازما. استمر البرنامج العلمي مع زيادة قوة ومدة التفريغ تدريجيًا. تم تأكيد تشكيلة المجال المغناطيسي المعقدة في 2016. 
انتهت المرحلة التشغيلية 1 (OP1.1) في 10 مارس 2016   وبدأت مرحلة الترقية.
استمرت المرحلة التشغيلية 1 (OP1.2) في 2017  لاختبار المحول (غير المبرد).  

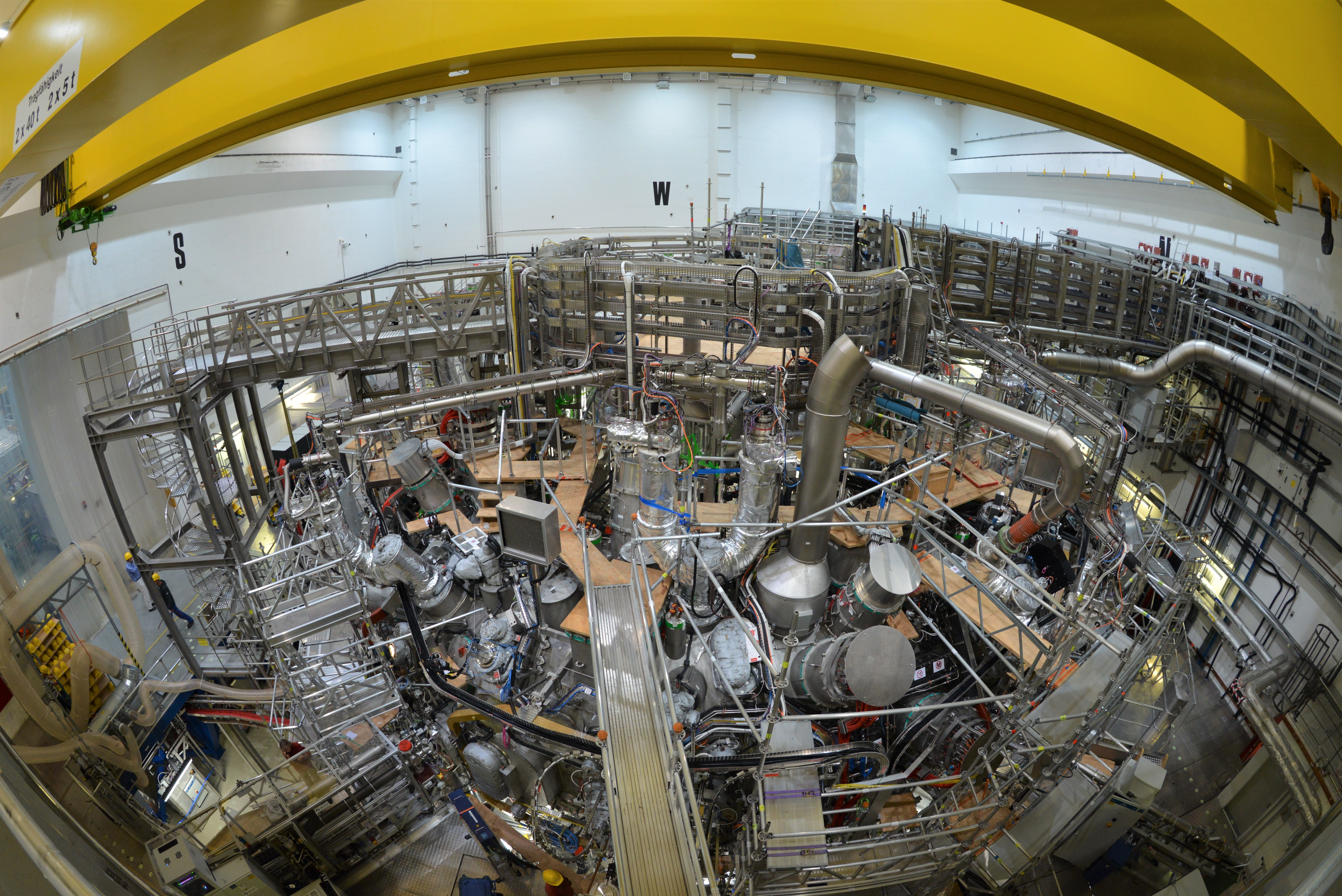
Wendelstein 7-X خلال OP1.2b

تم التخطيط لمرحلة التشغيل 2 (OP2) في نهاية عام 2021 لاختبار المحول المبرد. بسبب  COVID- 19 ، تم إبطاء / تأخير الترقية إلى حد ما؛ من المتوقع استئناف تجارب البلازما في موعد لا يتجاوز 2022.
في حزيران (يونيو) 2018، سجلت درجة حرارة أيون قياسية بلغت حوالي 40 مليون درجة، وبكثافة 0.8 × 10  20  جسيمًا / م  3  ، ووقت الحبس البالغ 0.2 ثانية، اندماجا نوويا قياسيًا منتجا 6 × 10  26  درجة. ثانية / متر مكعب.
خلال التجارب الأخيرة في عام 2018، بلغت الكثافة 2 × 10  20  جسيمًا / م  3  عند درجة حرارة 20 مليون درجة. مع قيم البلازما الجيدة، تم الحصول على بلازما طويلة الأمد مع أوقات تفريغ طويلة تصل إلى 100 ثانية. تجاوز محتوى الطاقة 1 ميجا جول. 
في عام 2021، أدى تحليل بيانات مقياس الطيف البلوري للتصوير بالأشعة السينية التي تم جمعها في تجربة 2018 إلى الحد بشكل كبير من فقدان الحرارة المزعج بواسطة النقل الكلاسيكي الجديد. يتسبب الاصطدام بين الأنوية الساخنة في هروب البعض من المجال المغناطيسي. كان هذا بسبب تحسين قفص المجال المغناطيسي الذي كان ضروريًا لتحقيق نتائج التسجيل.
في 9 أغسطس 2022 تبدأ خطوة التجميع النهائية مع الانتهاء من مبردات المياه، ثم مخطط في
خريف 2022  بدء مرحلة OP2 (تشغيل الحالة المستقرة).

## التمويل
تبلغ نسبة الدعم المالي للمشروع حوالي 80٪ من ألمانيا وحوالي 20٪ من الاتحاد الأوروبي. 90٪ من التمويل الألماني يأتي من الحكومة الفيدرالية و 10٪ من حكومة ولاية مكلنبورغ فوربومرن. بلغ إجمالي الاستثمار لشركة النجم نفسه خلال الفترة 1997-2014 إلى 370 مليون يورو، بينما بلغت التكلفة الإجمالية لموقع IPP في غرايفسفالد بما في ذلك الاستثمار بالإضافة إلى تكاليف التشغيل (الأفراد والموارد المادية) 1.06 مليار يورو لذلك 18 فترة العام. تجاوز هذا تقديرات الميزانية الأصلية، ويرجع ذلك أساسًا إلى أن مرحلة التطوير الأولية كانت أطول من المتوقع، مما أدى إلى مضاعفة تكاليف الموظفين.
في يوليو 2011، أعلن رئيس جمعية ماكس بلانك، بيتر غروس، أن الولايات المتحدة ستساهم بمبلغ 7.5 مليون دولار في إطار برنامج «الأساليب المبتكرة للدمج» التابع لوزارة الطاقة الأمريكية.

## إعادة الإعمار ومرحلة التشغيل الثانية
بالنسبة لمرحلة التشغيل الثانية OP2 اعتبارًا من سبتمبر 2022، كان من المخطط أن يحقق Wendelstein 7-X ناتج تسخين يبلغ 10 ميجاوات خلال فترة تفاعل البلازما  مدتها 30 دقيقة. ولهذا الغرض، تم تركيب محول مبرد طويل النبض خلال ثلاث سنوات، وتم تجهيز جميع العناصر الأخرى التي تتلامس مع البلازما بالتبريد المائي، وتم توسيع النظام المبرد وسخانات البلازما وأنظمة القياس.
وبعد التجديد، حقق النظام معدل دوران للطاقة قدره 1.3 جيجا جول في فبراير 2023. أدى هذا إلى زيادة أفضل قيمة عن الوقت السابق للتحويل بعامل 17. وقد حدث تفاعل البلازما لفترة 8 دقائق.

## المعاهد والدول المشاركة

### الاتحاد الأوروبي
- جامعة برلين التقنية (ألمانيا)
- جامعة غرايفسفالد (ألمانيا)
- مركز أبحاث يوليش (ألمانيا)
- معهد كارلسروه للتكنولوجيا (ألمانيا)
- معهد هندسة العمليات البينية وتكنولوجيا البلازما (IGVP) في جامعة شتوتغارت (ألمانيا)
- الإدارة الاتحادية الفيزيائية - التقنية (ألمانيا)
- مفوضية الطاقة الذرية وبدائل الطاقة المساعدة (CEA ، فرنسا)
- Centro de Investigaciones Energéticas، Medioambientales y Tecnológicas (CIEMAT ، أسبانيا)
- معهد كراكوف للفيزياء النووية والمركز الوطني للبحوث النووية (بولندا)
- معهد فيزياء البلازما والصهر الدقيق بالليزر، وارسو (بولندا)
- معهد أبحاث KFKI للفيزياء الجزيئية والنووية التابع للأكاديمية المجرية للعلوم (المجر)
- الكتلة الثلاثية Euregio (ألمانيا / بلجيكا / هولندا)
- الجامعة التقنية في الدنمارك (DTU) (الدنمارك)
- FJFI Charles University (التشيك)
- جامعة أيندهوفن للتكنولوجيا (هولندا)

### الولايات المتحدة
- مختبر لوس ألاموس الوطني
- مختبر أوك ريدج الوطني
- مختبر برينستون فيزياء البلازما
- جامعة ويسكونسن ماديسون
- معهد ماساتشوستس للتكنولوجيا
- جامعة أوبورن
- Xantho Technologies، LLC

### اليابان
- المعهد الوطني لعلوم الاندماج، اليابان